# 아샤
아샤(Asha) 또는 아르타(Arta)는 아베스타어의 용어로 조로아스터교 신학과 교리에 매우 중요한 개념이다. 윤리권에서 아샤는 조로아스터교의 결정적인 고백적 개념이라 불렸던 것을 나타낸다. 아베스타 아샤의 반대 개념은 드루즈(한국어: 거짓)이다. 용어의 중요성은 복잡하며 의미의 높은 뉘앙스를 지닌 영역을 지닌다. 그것은 보통 진리, 옳음, 질서, 바른 일이라는 의미로 요약된다. 다른 의미도 있다.
고대 페르시아에는 아르타가 동등하게 사용되었다. 중기 이란어에서는 그 용어는 '아르드'로 쓰였다. 낱말은 아샤 신, 진리 또는 진실의 실재(삼위) 또는 천재인 아메샤 스펜타의 적절한 이름이기도 하다. 더 어린 아베스타에서는 이 모습은 보통 아샤 바히시타(최선의 진리)로 더 많이 언급된다. 중기 페르시아 시대에는 아샤와히스트 또는 아르드와히스트였고 신페르시아 시대에는 아르디베헤시트 또는 오르디베헤시트였다.
조로아스터교의 최고의 문헌 가타에서 윤리적인 원리와 신과의 구분이 불가능하다. 

## 같이 보기
- 진리
- 로고스 (기독교)
- 브라흐만
- 도 (철학)